# Marco Fábio Ambusto (cônsul em 360 a.C.)
Marco Fábio Ambusto (em latim: Marcus Fabius Ambustus) foi um político da gente Fábia da República Romana, eleito cônsul por três vezes, em 360, 356 e 354 a.C., com Caio Petélio Libo Visolo, Marco Popílio Lenas e Tito Quíncio Peno Capitolino Crispino respectivamente. Era irmão de Caio Fábio Ambusto, cônsul em 358 a.C.; Quinto Fábio Máximo Ruliano, cônsul cinco vezes entre 322 e 295 a.C., e o pintor Caio Fábio eram seus filhos.
Em 351 a.C. foi nomeado ditador.

## Identificação
Segundo William Smith, ele provavelmente era filho de Numério Fábio Ambusto, tribuno consular em 406 a.C. e 390 a.C.. Numério era um dos três filhos de Marco Fábio Ambusto, pontífice máximo em 390 a.C., o ano em que Roma foi tomada pelos gauleses; os três filhos do pontífice, Cesão (Kaeso), Numério e Quinto, haviam sido enviados como embaixadores aos gauleses que ameaçavam Clúsio, mas lutaram contra os gauleses, o que teria sido um dos motivos do ataque gaulês a Roma.
Há um certo desacordo entre os historiadores sobre se chegou a ocupar o cargo de censor, possivelmente em 358 a.C., e o de príncipe do senado nos anos posteriores da sua vida. Estes dois cargos, nessa época, estavam ligados, pois até 209 a.C. todos os príncipes do senado deviam ser censores.
Seu filho Caio Fábio recebeu o cognome Pictor por ter pintado, em 304 a.C., o templo da deusa da saúde. Ele foi o pai de Caio Fábio Pictor, que foi cônsul em 269 a.C., e avô de Quinto Fábio Pictor, considerado o primeiro romano a compilar uma história da cidade a partir de informações dos pontífices e da tradição popular.

## Primeiro consulado (360 a.C.)
Em 360 a.C., foi eleito cônsul pela primeira vez, com Caio Petélio Libo Visolo. A Marco Fábio coube a liderança da campanha contra os hérnicos, que foram derrotados, o que lhe valeu uma ovação.
Enquanto isto, Caio Petélio liderou a campanha contra os tiburtinos, acusados de terem se aliado aos invasores gauleses. Quando estes retornaram para ajudá-los, Quinto Servílio Aala foi nomeado ditador e ele encarregou a Caio Petélio o comando das operações. Os romanos venceram o combate e forçaram os tiburtinos a recuarem para a segurança de suas muralhas, uma vitória que lhe valeu um triunfo.

## Segundo consulado (356 a.C.)
Em 356 a.C., foi eleito novamente, desta vez com Marco Popílio Lenas. Apesar de uma derrota inicial contra os faliscos e tarquinenses, aliados contra os romanos, conseguiu levar os romanos à vitória e a um grande butim. Depois que todos os demais povos etruscos entraram na guerra, o Senado nomeou Caio Márcio Rutilo ditador, o primeiro plebeu a assumir a função. Ele escolheu Caio Pláucio Próculo (também o primeiro plebeu na função) como seu mestre da cavalaria e assumiu o comando das operações.
Marco Popílio liderou a vitoriosa campanha contra os tiburtinos.

## Terceiro consulado (354 a.C.)
Foi eleito pela terceira vez em 354 a.C. com Tito Quíncio Peno Capitolino Crispino, ambos patrícios. Durante seu mandato, os romanos levaram a melhor sobre os tiburtinos e tarquinenses com tanta facilidade que os samnitas foram a Roma implorar pela paz.
| “ | Para o povo de Tarquínia não houve nenhuma piedade: muitos foram mortos durante a batalha e, dos muitíssimos prisioneiros capturados, foram escolhidos trezentos e cinquenta e oito — a flor da nobreza — para serem enviados a Roma enquanto que o resto da população foi entregue às armas. | ” |
|   | — Lívio, Ab Urbe condita VII, 2, 19. |   |

Esta última vitória lhe valeu um triunfo.

## Interrex (entre 355 e 351 a.C.)
Como Marco Fábio estava fora de Roma quando chegou a hora de realizar a assembleia, o Senado, que não confiava no seu colega, que havia nomeado um ditador plebeu, e ainda menos no próprio ditador, nomeou interrexes para organizar as eleições. O objetivo dos patrícios era garantir que os dois cônsules eleitos seriam patrícios, o que Marco Fábio realizou com prazer, tendo aparentemente retornado para a cidade neste ínterim: nomeado o décimo-primeiro interrex em 355 a.C., declarou dois cônsules patrícios, uma clara violação da Lei Licínia Sêxtia, mas não obteve sucesso. Em 351 a.C., Marco Fábio serviu novamente como interrex até ser nomeado ditador.

## Ditadura (351 a.C.)
Em 351 a.C., Marco Fábio foi nomeado ditador pelo Senado para obrigar que fossem repeitadas as leis que regulavam as eleições consulares. Seu mestre da cavalaria foi Quinto Servílio Aala. Durante a sua ditadura, e apesar das suas objeções, os plebeus voltaram a ser considerados hábeis para ocupar o consulado segundo os termos da Lei Licínia Sêxtia.

## Mestre da cavalaria (322 a.C.)?
É possível que seja a mesma pessoa que, em 322 a.C., foi nomeada mestre da cavalaria (magister equitum) pelo ditador Aulo Cornélio Cosso Arvina, para conduzir a campanha contra os samnitas, mas pode ser também um filho de Marco Fábio, o cônsul em 360 a.C. É certo que este Marco Fábio estava vivo em 325 a.C., quando seu filho Quinto Fábio Máximo Ruliano foi escolhido mestre da cavalaria por Lúcio Papírio Cursor e fugiu da cidade para implorar por proteção contra a vingança dele. Marco Fábio intercedeu em nome do filho tanto perante o Senado quanto do povo.
Este Marco Fábio conduziu a cavalaria romana à vitória contra os cavaleiros samnitas e, depois, à vitória decisiva na batalha campal contra eles.